# شانغ فيا
شانغ فيا (بالصينية: 常飞亚) (3 فبراير 1993 في الصين - ) هو لاعب كرة قدم صيني في مركز الهجوم. لعب مع نادي غوانغجو آر أند إف.

## روابط خارجية
- شانغ فيا على موقع قاعدة بيانات كرة القدم.إي يو (الإنجليزية)
- شانغ فيا على موقع Soccerway.com (الإنجليزية)
- شانغ فيا على موقع اللجنة الأولمبية الصينية (الإنجليزية)